# James MacNabb
James Alexander MacNabb (26 dicembre 1901 – 6 aprile 1990) è stato un canottiere britannico.

## Palmarès

### Olimpiadi
- 1 oro (Parigi 1924 nel quattro senza)